# Mikroregion Novobydžovsko
Mikroregion Novobydžovsko byl svazek obcí (dle § 49 zákona č.128/2000 Sb. o obcích) v okresu Hradec Králové, jeho sídlem byl Nový Bydžov a jeho cílem bylo koordinování celkového rozvoje území mikroregionu na základě společné strategie, přímé provádění společných investičních akcí, společný postup při prosazování ekologické stability území a společná propagace mikroregionu v cestovním ruchu. Byl založen v roce 2001 a sdružoval 19 obcí. Zanikl v roce 2016.
Mikoregion Novobydžovsko je spolu s mikroregionem Cidlina součástí Regionu Společná Cidlina.

## Obce sdružené v mikroregionu
- Barchov
- Hlušice
- Humburky
- Kobylice
- Kosičky
- Králíky
- Myštěves
- Nový Bydžov
- Ohnišťany
- Petrovice
- Prasek
- Skřivany
- Sloupno
- Smidary
- Starý Bydžov
- Šaplava
- Vinary
- Zachrašťany
- Zdechovice